# 何東洪
何東洪，臺灣嘉義縣人，社會學者、音樂評論者，現任輔仁大學心理學系副教授，野百合學運第二屆七人決策小組。畢業於國立中央大學大氣物理學系（學士），在蘭卡斯特大學取得社會學博士學位。

## 簡介
何東洪年輕時曾參與樂團，多元音樂創作，酷愛live演出，有意改造大眾媒體單調乏味的表達。曾自創辦刊物、電子報、Flyer、網路廣播，以獨立音樂人身分創造自我媒體空間。
1989年，何東洪發動「工農子弟教育補助行動」，幫助弱勢家庭子弟繳學費。1990年，何東洪擔任「反對軍人干政」運動總指揮，反對中華民國陸軍一級上將郝柏村擔任行政院長。1990年3月，何東洪成為野百合學運決策小組成員。野百合學運後，何東洪進入水晶唱片，趁著新台語歌運動的風潮，在無數的民主進步黨晚會裡見識了音樂作為「政黨啦啦隊」的消耗。1993年，為了拯救水晶唱片，何東洪負債新台幣數百萬元。2007年7月15日，第三社會黨正式創黨並提出「公民推薦人」第一波名單，何東洪名列其中。2007年11月30日，何東洪發表〈給第三社會黨的信〉，退出第三社會黨公民推薦人名單，批評第三社會黨「只有第三，沒有社會」，反對第三社會黨的精英政治路線。
2008年1月6日，何東洪擔任野百合同學會聯絡人，批評：陳水扁政府把中正紀念堂「改造」為臺灣民主紀念館，只是為了民主進步黨的政治目的；當年參加野百合學運的人，「那些藉學生運動爬到統治階級接班位置的前學運份子，他們高居廟堂，早已把野百合搞成爛百合；而我們依舊是保有野性、自主、生命力強的野百合！」他批評，在民主進步黨的政治動員下，野百合被該黨偷掛在蔣介石銅像前的大斜坡上並襯上綠底，這是對野百合學運歷史剩餘價值的終極消費，「學生自發反威權的精神也被染綠，收歸為民進黨黨產」；在臺灣民主紀念館內，只將第二次世界大戰後的台灣民主化運動書寫成「民進黨版」的黨外運動，見不到孕育野百合學運基底的1980年代台灣社運軌跡，過去各類型的台灣社運歷史更慘遭全盤抹殺；在臺灣民主紀念館內，民進黨膽敢以台灣原住民達悟族的獨木舟作風箏，作為追求「自由之風」的象徵，但「試問：他們執政後，是怎麼對待原住民呢」；民進黨與國民黨都是兩個並存的統治階級，他們的本質並沒有不同，「國民黨偷人民的錢，民進黨偷人民的歷史，兩者都是不當黨產，人民都要討回來！」
2008年3月13日，何東洪在人民火大行動聯盟網站發文，同時批評中國國民黨與民主進步黨：
|  | 一個曾經在台灣實施40多年法西斯統治的黨，過去八年的在野，為了奪回政權，無所不用其極地以攻擊民進黨作為標的，絲毫沒有反思其右派統治慾望的本質。尤有甚者，從其台北縣市的治理裡，我們見到：國民黨對於勞工、弱勢族群（樂生療養院的院民、三鶯及溪洲原住民部落）的打壓，比起80年代更為直接、更暴力。 而一個宣稱以實踐文化及政治本土、進步的民進黨，過去八年，朝財團資本靠攏的治理，顯露其形中實右的政黨本質。 這兩個黨共同的特質，與其說是遠離人民，倒不如說是背棄人民。所以我們不再任由他們宰割手中的選票。鄙棄藍綠兩黨，是我們奪回自己權力的開始。 |

2010年10月23日，三鶯部落自救會前往新北市市長候選人朱立倫及蔡英文的競選總部，要求兩人正式回應基層原住民的訴求；何東洪到場聲援三鶯部落自救會，在蔡英文競選總部看到龐大警備，直批民主進步黨「比國民黨還國民黨」；蔡英文競選總部社團部專員曾琮愷（台灣青年公共事務協會創會理事長）回應，現場的警備陣仗是臺北縣政府警察局海山分局主動要來的，民進黨衝撞陳雲林時所面對的警力更龐大，三鶯部落毋需害怕；同樣到場聲援三鶯部落自救會的侯孝賢聽到曾琮愷此番比擬，忍不住出聲批評，曾琮愷搞不清楚三鶯部落問題就胡亂應付。

## 爭議
2016年6月24日，輔仁大學心理系網站公告，副教授何東洪免兼系主任。輔仁大學副校長袁正泰表示，輔大心理系性侵事件發生後，心理系在沒有法源依據情況下自行組成「教育輔導工作小組」調查本案，有違《性別平等教育法》，因此對擔任工作小組召集人的何東洪提出懲處。

## 經歷
- 2005年，第16屆金曲獎評審
- 2005年，第一屆臺灣母語原創音樂大獎評審
- 2006年，第二屆臺灣母語原創音樂大獎評審兼總召
- 2007年，第一屆樂團音樂製作補助評審
- 2007年，第三社會黨公民推薦人（隨後聲明退出）
- 水晶唱片製作企劃
- 地下社會創辦人
- 佛光人文社會學院社會學系助理教授
- 輔仁大學心理學系助理教授

## 外部參考
- 何東洪官方網誌
- 輔仁大學心理學系副教授何東洪簡介與著作列表